# Anelaphus hirtus
Anelaphus hirtus är en skalbaggsart som beskrevs av Chemsak och Noguera 2003. Anelaphus hirtus ingår i släktet Anelaphus och familjen långhorningar. Inga underarter finns listade i Catalogue of Life.